# 波格列比 (普里盧基區)
50°37′17″N 31°57′35″E / 50.62139°N 31.95972°E
波格列比（烏克蘭語：Погреби），是烏克蘭的村落，位於該國北部切爾尼戈夫州，由普里盧基區負責管轄，始建於1629年，面積3.675平方公里，海拔高度125米，2001年人口517。